# Burnham-on-Crouch
Burnham-on-Crouch ist eine Kleinstadt und eine Verwaltungseinheit (Civil parish) mit ca. 7.000 Einwohnern auf der Dengie-Halbinsel im District Maldon in der Grafschaft Essex im Südosten Englands.

## Lage und Klima
Burnham-on-Crouch liegt ca. 33 km (Fahrtstrecke) südöstlich von Chelmsford auf dem Nordufer des von den Gezeiten der Nordsee beeinflussten Ästuar des River Crouch in einer Höhe von ca. 10 m. Das Klima ist gemäßigt; Regen (ca. 540 mm/Jahr) fällt übers Jahr verteilt.

## Wirtschaft
Die Einwohner von Burnham lebten traditionell als Selbstversorger vom Fischfang, von der Austernzucht und von der Landwirtschaft, zu der auch die Viehzucht gehörte. Seit der 2. Hälfte des 20. Jahrhunderts spielt auch der (Boots-)Tourismus eine bedeutende Rolle für die wirtschaftliche Situation des Ortes.

## Geschichte
Burnham wurde bereits im Jahr 1086 im Domesday Book als Burn(e)ham erwähnt. Im Jahr 1889 wurde der Ort an die Eisenbahnstrecke von London nach Southminster angeschlossen.

## Sehenswürdigkeiten
- Die auf dem ehemaligen örtlichen Friedhof stehende und größtenteils aus Feuersteinknollen erbaute St Mary’s Church entstand bereits im 11. Jahrhundert, doch lässt sich der heutige Zustand im Wesentlichen auf einen weitgehenden Neubau im 14. Jahrhundert zurückführen; der zinnenbekrönte Glockenturm und die beiden Seitenschiffe mit ihren Maßwerkfenstern stammen aus späterer Zeit. Im 18. Jahrhundert wurden sowohl der Turm als auch die Kirche selbst beschädigt; ein Wiederaufbau erfolgte noch im selben Jahrhundert.[3][4]
- Aus der zweiten Hälfte des 19. Jahrhunderts stammt der achteckige Uhrturm im Zentrum.

## Persönlichkeiten
- Kate Walsh (* 1983), Musikerin